# Seshat:Global History Databank
Seshat：Global History Databankは、非営利団体である進化研究所が取り組む国際的な科学研究プロジェクトである。 2011年に設立されたSeshat：Global History Databankは、様々なデータを収集し、科学的な仮説検証に利用できる単一の大規模なデータベースを構築することを目指している。このデータバンクは、専門家の学者と直接相談しながら歴史上の様々な社会とその環境がどのようなものであったかをデータポイントの形でコード化し、近世から古代・新石器時代にいたるすべての人間集団の政治・社会組織に関するデータについてデジタル保管庫を構築したものである 。この研究プロジェクトの主催者は、これら大量のデータを利用すれば、地球上の大規模な社会の盛衰に関するさまざまな競合仮説を検証することができ、地球規模の問題について科学的に答えることできると主張している。
Seshat：Global History Databankは、歴史研究への科学的アプローチを標榜しており、その大規模なデータセットは、理論に中立であることを意図して編集されているものの、歴史動力学の研究者にとって特に興味を引くものである。歴史動力学の主な目標は、科学的方法を使用して、競合する理論を実験的にテストするために必要なデータを作ることである 。専門家による学際的で国際的な大規模チームは、Seshatプロジェクトが、確立された科学技術を使用して過去を研究するのに十分に歴史的厳密さを備えたデータベースの作成を支援している。セシャトのデータは、社会文化的進化論または文化的進化論と組み合わせることで、人類の歴史の流れに大きな影響を与えたと思われる長期的なダイナミクスを特定するために利用可能である。

## 計画
Seshat：Global History Databankは、人類生活のさまざまなテーマや側面を検証する複数の研究プロジェクトを統括する組織である。それぞれのプロジェクトは、コンサルタントのグループおよび貢献する専門家と協力して、Seshatチームのメンバーが主導して進められている。研究されているテーマは、初期文明における社会的複雑性の進化、向社会性向社会性の創発（無関係な個人の大きな集団が共通の目標のために集まり協力する方法と理由）、社会的結束における儀式と宗教の役割、経済成長とその個人の幸福への影響、など多岐に渡る。Seshatチームは、セマンティック・ウェブのような最先端のデジタル技術を活用した研究にも力を入れており、コンピュータによる情報収集・分析・配信のための最先端システムの開発プロジェクトにも取り組んでいる。
これらの研究プロジェクトは、いくつかの重要な研究課題を推進することを目指している。研究課題は以下の通りである：経済成長が普通の人々の生活の質の向上につながるには、どのようなメカニズムが必要なのか？　文化の発展や集団の結束において、儀礼活動や宗教はどのような役割を担っているのか？大規模な社会では向社会的行動はどのように、またどのような条件の下で進化していくのか？社会の発展に環境・気候要因はどのような影響を及ぼしているのか？ 
Seshatプロジェクトでは、時間と資源を最大限に活用するため、新石器時代後期（約紀元前4000年）から近世（約西暦1900年）までの人類の歴史を通じて、世界各地の政治家の代表サンプルを用いたデータ収集を開始した。これが「World Sample 30」である 。 World Sample-30は、Seshatプロジェクトに、世界の主要10地域から社会的複雑性に対応して変化する社会の初期サンプルを提供する。れぞれの地域には3つの自然地理的地域（NGA）が選択された。そのうち一つは、比較的早くから複雑な国家レベルの社会を形成したNGA。もう一つは反対に遅くまで複雑な社会を形成しなかった、植民地時代まで中央集権政治（チーフダムや国家）のなかったNGA。3つ目は、社会的複雑さの点でこれら2つの極端な中間にあるNGAが選択された。

### 賞賛
2016年、 イアン・モリス（歴史家）は、２つの点でSeshatプロジェクトを称賛した。（1）物質的要素（冶金技術など）の変化に加えて、文化システムの変化（宗教道徳や農業技術の変化など）についても関連するデータの収集を重視していること、（2）一見際立って見える個人を地理的・歴史的文脈にうまく位置づけていること 。
ゲイリー・ファインマンも、Seshatプロジェクトは、過去数十年にわたって専門化の進展に伴って出現した、縦割りとなった学術知識の間の壁を取り払うのに役立ったと、賞賛した 。

### 批判
Seshatプロジェクトを批判する人々は、歴史的データのコード化は完全に客観的におこなえる事業ではないため、コード化のプロセスに混入する主観性を最小限に抑えるためには、具体的かつ透明性のある手順が必要があると指摘する。 Seshatプロジェクトでは、複数のコーダーや専門家が作業に当たること等、データ品質を確保する他の手法も使用しているが 、近年、機械によるコーディング技術を用いることでバイアスをさらに減らし、作成されるデータの信頼性を高めることができるとの意見も出ている。

### 資金調達
Seshat：Global History Databankの資金は、ジョンテンプルトン財団、経済社会研究会議、ホライズン2020 、トライコースタル財団、および進化研究所から提供されている。  

### 管理
Seshat：Global History Databankは、ピーター・トゥルチン、ハーベイ・ホワイトハウス 、ピーテル・フランソワ、トマス・E・キュリー、ケヴィン・Ｃ・フェニーを含む編集委員会によって管理されている。